# ФК „Инголщат 04“
ФК „Инголщат 04“ (на немски: Football Club Ingolstadt 04 eV) е футболен клуб от град Инголщат в окръг Горна Бавария, провинция Бавария, Германия. Друго име на клуба е „Шанцер“ (Schanzer), което е в логото на клуба. 
Клубът има 2350 членове. Цветовете на клуба са черно-червено-бели. Създаден е на 1 юли 2004 г. чрез обединяване на футболните отдели на клубовете MTV Ingolstadt и ESV Ingolstadt. Сливането през 2004 г. е инициирано от предприемача Питър Джакуърт. Отделът за лицензиращи играчи е пуснат в FC Ingolstadt 04 Fußball GmbH през 2007 г., в който клубът притежава дял от 80,06 %, а Audi Sport GmbH – дял 19,94% от май 2013 г.

## Български футболисти
- Илиян Мицански: 2010-2013 (7 мача/1 гола)